# ゴーストリコン ブレイクポイント
『ゴーストリコン ブレイクポイント』（Tom Clancy's Ghost Recon Breakpoint）は、ユービーアイソフトより2019年10月4日に発売のゲームソフト。対応プラットフォームはPlayStation 4、Xbox One、PC。

## 概要
特殊部隊「ゴースト」を率いて戦うアクションシューティングゲーム『ゴーストリコン』シリーズのひとつ。本作は前作の『ゴーストリコン ワイルドランズ』と同じくオープンワールドであり、南太平洋の島「アウロア群島」を舞台に、アウロアを支配する勢力から逃げ延びていく。
アウロアは叛乱を起こしたゴースト部隊「ウルヴズ」や、それ以外のPMCである「センティネル」により制圧されており、また、彼らが操る戦闘ドローンも襲いかかってくるため、本作では銃器だけでなくロケットランチャーも武器として登場する。
本作はネットワーク環境必須になっており、ゲーム中の拠点(ホームステッダーのアジト)においてはMMORPGのように自分以外のプレイヤーが表示される。PvEのゲーム進行においても協力プレイが推奨されており、ゲーム中のゴーストは「アサルト」、「パンサー」、「フィールドメディック」、「シャープシューター」の4クラスに分けられ、各プレイヤーが役割を分担して戦っていく（クラスはウルヴスなど敵ユニットにも存在している）。
今作ではリアルなサバイバルを体験するために「疲労と負傷」システムが実装され、疲労したりケガをすると移動速度や戦闘能力が低下し、治癒するには物資が必要になる。また、「ビバーク」システムも実装されており、チームメイトとキャンプを設営し、装備・クラス・武器などを管理する必要がある。
PvPモード「ゴーストウォー」も前作同様4対4で行われるが、バトルロイヤルゲームのように物資を集めながら進行していくのが特徴である。

## ストーリー
巨大ドローン企業、スケルテック社の本拠地である南太平洋のアウロア群島近海において、アメリカ海軍の輸送艦シーイが謎の沈没を遂げ、時を同じくしてアウロアとの通信が途絶えたことから、CIAは通信の復旧や現地の状況調査を目的とした「グリーンストーン作戦」を発動する。これに伴い、アメリカ陸軍の特殊部隊「ゴースト」の隊員32名がヘリコプター部隊に分乗してアウロアへと向かうが、アウロア上空にて突如として謎の攻撃を受け、ヘリコプターは次々と墜落する。
思わぬ状況下で負傷しながらも生き残った、かつてボリビアにて麻薬カルテル「サンタ・ブランカ」の壊滅を狙った「キングスレイヤー作戦」を遂行した古強者のノマドは、仲間の生存者との合流や、アウロアが今どうなっているのかを確かめるべく、生き延びるための戦いに身を投じていく。

## キャラクター

### ゴースト
ゲーム中ではAIが操作するチームメイトのフューリー、ヴァシリ、フィクシットは、アップデートにより実装された。
ノマド
日本語版声優 - 堀内賢雄 / 斎藤恵理
前作に引き続き主人公として登場。島に上陸する前の襲撃でチームメイトであるウィーバー、ミダス、ホルトとはぐれ、アウロアに散らばり辛くも生き延びた他のゴースト隊員らと共に任務を続行する。
フューリー
競争心が強く、格闘術に優れた能力を持つ女性ゴースト隊員。
本名はキム・ヘルナンデス。カリフォルニアのサンディエゴ出身で、幼少期からボクシングや柔術を学び、16歳の頃には全米レベルの選手になっていた。その後、海軍に入隊して女性最初のNavy SEALs隊員となるとDEVGRUに編入された。
ヴァシリー
部隊の中では新米だが、狙撃兵を務めるゴースト隊員。
本名はデビット・シャン。ニューヨークのブルックリン出身で、10代の頃はパブリック・スクールに通う。また、ストリートでのトラブルを経験していくうちに、穏やかな物腰と口先のうまさを体得した。18歳で「真のアメリカ人」になるため陸軍に入ると、第75レンジャー連隊の中で狙撃手としての素質を発揮した。
フィクシット
メカニカルデバイスに詳しく、冗談好きな性格のゴースト隊員。
本名はベンジャミン・ジョーンズ。イリノイ州シカゴの出身で、実家は自動車修理工場を経営しており、幼少から機械に関心を持つ。その後、マサチューセッツ工科大学に入学して電機と機械工学を学び、卒業前に陸軍に入隊してデルタフォースの一員となった。
ウィーバー
日本語版声優 - 水越健
かつてボリビアにてノマドと共に「キングスレイヤー作戦」に従事したゴースト隊員。ノマドとは別のヘリコプターに搭乗しており、墜落現場にて他の仲間と共にウルヴズの襲撃を受け、ウォーカーの手で射殺された。
ミダス
日本語版声優 - 高橋英則
かつてボリビアにてノマドと共に「キングスレイヤー作戦」に従事したゴースト隊員。墜落後は行方不明となり、DLC『ディープステート』にてドローン研究のためセンティネル側に拉致されていたことが判明。同DLC終了後はホルトと共にホームステッダーのアジトに匿われる。
ホルト
日本語版声優 - 小松史法
かつてボリビアにてノマドと共に「キングスレイヤー作戦」に従事したゴースト隊員。重傷を負いながらホームステッダーのアジトに匿われており、満足に動けない自身に代わってノマドに事を託す。
マッキーン
グリーンストーン作戦の生き残りの1人。エレホン到着後に合流する。ビーニーを被っている兵士。
ホッブス
グリーンストーン作戦の生き残りの1人。エレホン到着後に合流する。アジア系の兵士。
テンチ
グリーンストーン作戦でヘリコプターが撃墜された後、ウィーバーと他3名のゴースト隊員共にウルヴズに射殺された女性隊員。

### ウルヴズ
数人の元ゴースト隊員を基軸に、センティネルをはじめ複数のPMCから特殊部隊員など優秀な兵士を結集して設立された部隊。隊員らは黒いマントにマスクをつけているのが特徴で、ゲーム中では敵の拠点を警備するセンティネル兵に比べて射撃が正確であり、また飛行ドローンでノマドの位置を把握すると、ジャマーでマップを妨害しての奇襲を行う。
コール・D・ウォーカー
日本語版声優 - 坂詰貴之
元ゴースト隊員にして「ウルヴズ」のリーダー。かつてはノマドの良き仲間であったが、中東での任務で戦争犯罪を犯した友軍の兵士を殺害するなど行動が過激化。除隊後にウルヴズを創設し、アウロアを自らの革命の本拠地にしようとする。
ノースカロライナ州の軍人家庭で育ち第101空挺師団を経てデルタフォースに入った経歴を持ち、かねてより傑出した兵士として名を馳せていた。
キャラクターモデルおよび英語版における声は俳優のジョン・バーンサル。
ジョサイア・ヒル
日本語版声優 - 神尾晋一郎
現役のゴースト隊員にして、実は「ウルヴズ」の副リーダー。ノマドと共にアウロアに派遣された、始めはゴーストとしてアウロアで何が起きているのかを単独で調査している風を装いノマドも疑うことなくそれぞれ活動していたが、ゴースト時代のウォーカーの片腕であり裏で彼の蜂起に賛同している。後にノマドの前にウルヴズの一員として現れる。インディアナ州出身であり、第82空挺師団とレンジャーを経てデルタフォースに所属。ウォーカーとはゴーストの選抜過程を耐え抜いた時からつながりがあった。また、ノマドやホルトもウォーカー程ではないがヒルと親しかった。
ローズバッド
日本語版声優 - 田村睦心
「ウルヴズ」の精鋭兵となった元ゴースト隊員。女性の狙撃手。
本名はルシール・ローズ・ケラー。サウス・カロライナ州の軍人一家で育ち、第82空挺師団に入隊するとスナイパー・スクールにて3600メートルという超長距離を命中させる凄腕を見せた。
シルバーバック
日本語版声優 - 高口公介
元はセンティネルなどのPMC要員だが「ウルヴズ」の精鋭兵となった。抗反乱に長けている。
本名はフランク・ウェールズ。ニュージャージー州の厳格な父親の下で育ち、第75レンジャー連隊にて15年のキャリアを持つ。ウルヴズ精鋭兵の中ではウォーカーへの忠誠心が薄く、また、作戦遂行のためならば無抵抗な者への虐殺も辞さない。
フライキャッチャー
日本語版声優 - 山本祥太
「ウルヴズ」の精鋭兵となった元ゴースト隊員。ドローンの専門家。
本名はハンク・ファ。カリフォルニア州ロサンゼルス出身。7歳でコンピューターをゼロから組み上げた天才児であり、米軍に入ると憲兵隊CIDのサイバー捜査官として活躍しながら戦闘ドローンの研究をしていた。そのことに関してはアウロアの技術者からも感心されており、「イノベーションを重視する人物」と評価されている。
イエローレッグ
日本語版声優 - 渡辺明乃
「ウルヴズ」の精鋭兵となった元ゴースト隊員。女性の暗殺要員。
米国名はアイシャ・クバール。シリアのアレッポ出身で、内戦で家族を失ってからは女性だけの民兵部隊に所属。その後米軍のために働くようになり、確認できるだけで52人もの標的の暗殺に成功する。ヒルに次ぐウォーカーの側近であり、忠誠心も高い。

### センティネル
スケルテック社に雇われたPMC(民間軍事会社)。かつては「ウルヴズ」とともにアウロアの警備を行っていたが、ウルヴズを率いるウォーカーの蜂起に同調し、島を占拠して従業員たちを隔離し始めた。ウルヴズに比べると兵士の能力は劣るが、その分人数は多く、ボディアーマーにミニガンを持った重装兵などウルヴズ以上の火力も動員できる。
トレイ・ストーン
日本語版声優 - 三木眞一郎
センティネルのCEOで元ゴースト隊員。同じく軍事部門を司るウォーカーとは折り合いが悪い。
テネシー州出身であり、バージニア州立軍事学校卒業後米軍の心理戦部隊に参加、ゴースト内ではRETチームという極秘組織をウォーカーとともに指揮し、数々の秘密作戦を担っていた。
イルザ・ハーゾグ
日本語版声優 - 藤田奈央
センティネルの尋問担当である南アフリカ人の中年女性。サディスト。
イアン・ブレイク
日本語版声優 - 土師孝也
センティネルの情報分析主任。アイルランド系の元刑事。部下に対して横柄な態度をよく取る。

### スケルテック社
ジェイス・スケル
日本語版声優 - 津田健次郎
スケルテック社のCEO。自らが開発したドローンを軍事兵器に転用することは反対していたが、やがて警備部門として現れたウォーカーらにより社における実権を奪われてしまう。
その後は追われていたが、ノマドにより救出された後はエレホンに匿われる。
モーリス・フォックス
日本語版声優 - 上田燿司
スケルテック社のエンジニアにして、ジェイスの親友。解放後はホームステッダーのアジトに匿われ、ノマドの協力者となる。
ハーモニー・フォックス
日本語版声優 - 川井田夏海
モーリスの娘であり、幼少ながらエンジニアとしての教育を受けている。
アヤナ・ピューリ
日本語版声優 - 伊藤静
スケルテック社の最高財務責任者。ウォーカーらに協力しているが、真意では離反したがっている。
カール・チザム
日本語版声優 - 平川大輔
スケルテック社のITセキュリティ担当エンジニア。ハーゾグらに追われている。
ポーラ・マデラ
日本語版声優 - 森なな子
スケルテック社のロボット工学担当エンジニア。
ウォーカーに近づいていたジェイスと距離をおいており、アウトキャストとは密接な関係にある。夫は筋萎縮性側索硬化症(ALS)を罹患している。
クリスティーナ・クロムウェル
日本語版声優 - 泊明日菜
スケルテック社のAI担当エンジニア。ブレイクらに追われている。
グレース・マドックス
日本語版声優 - 早水リサ
クリスティーナ・クロムウェルの前任者であるAIエンジニア。

### その他
マッズ・シュルツ
日本語版声優 - 白熊寛嗣
アウロアでスケルテック社と「ウルヴズ」に抵抗するホームステッダーのリーダー。元海兵隊員。
マリア・シュルツ
日本語版声優 - 諏訪彩花
マッズの妻。武器の販売を行う。
ローワン・ブラウン
日本語版声優 - 鳥海浩輔
ホームステッダーの一員で元山岳師団の軍曹。「ウルヴズ」を捜索している。
ゲーム中ではサイドミッションのほか、PvPモードも彼を通して行うようになっている。
ジェリコ
日本語版声優 - 甲斐田裕子
ホームステッダーの土木担当。
ハルヒ・イトウ
日本語版声優 - 行成とあ
元スケルテックの従業員でアウトキャストのリーダー。日本人。ウォーカーなどに牛耳られた現在のスケルテックに対抗している。
ダイゴロウ・イトウ
日本語版声優 - 野上翔
ハルヒの弟であり日本人。姉の活動に手を貸している。
グレゴリー・バラード
日本語版声優 - 大塚芳忠
ホームステッダーと関わりを持つ博士。
シグリッド・ブルーム
日本語版声優 - 大地葉
アウトキャストに情報提供をしている医師。
ヴォーン
日本語版声優 - 井上宝
アメリカ陸軍の防諜官で上院議員の息子。中東での任務でノマド、ウォーカーとともに作戦に当たるが、情緒不安定かつ特権意識を振りかざす性格ゆえウォーカーと対立していた。その後、民間人の少女を射殺した挙げ句それを窘めたウォーカーをも殺そうとしたため、我慢の限界を迎えたウォーカーに射殺される。
ピーター・マイルズ
日本語版声優 - 伊丸岡篤
中央情報局(CIA)のエージェントであり、ゴーストをアウロアに派遣した作戦の主導者。実は本作の事件の黒幕であり、ゴースト時代よりウォーカーの作戦に手を貸していた。

### DLC『ディープステート』
サム・フィッシャー
日本語版声優 - 玄田哲章
秘密部隊「フォースエシュロン」のリーダーであり単独潜入の名手。アウロアのドローン計画に噛んでいる政界の大物「ストラテジスト」を捕らえるために派遣された。また、ノマドに協力を求める際、ミダスがストラテジストに監禁されていることを伝える。
ヴィクター・コステ
日本語版声優 - 若本規夫
サムの親友であり、民間軍事会社「パラディン9」のオーナー。表向きはセンティネルを支援しながらサムのために動く。
ストラテジスト
本名はレオン・フェアロー。ピーター・マイルズの賛同者であり、人間の兵士を超える戦闘ドローン部隊を作り上げる「クロウ計画」の主導者。
ステファニー・バージェス
ストラテジストの顧問弁護士。
カレル・セクリッチ
ウルヴズの隊員で、精鋭兵に次ぐ指揮官クラス。ロシアの特殊部隊「ボダーク」出身。バージェスの護衛であり彼女とは親密な関係にある。
パクストン将軍
アメリカ合衆国陸軍の大将。ストラテジストの支持者であり、ノマド曰く「階級は立派だが人としては終わっている」。
ウィム・ヴァン・ダイク
ストラテジストに雇われた昆虫学者。群れをなす蜂の生態に熟知していることからドローンのAIパターン構築を依頼される。
ホリー・マッケンジー
ストラテジストに雇われたシステム分析家。イギリス人。電子工学の才能溢れるが反抗期真っ盛りの娘・ルビーがいる。

### DLC 『レッド・パトリオット』
スコット・ミッチェル
ゴースト部隊の司令官。ストーンおよび「ウルヴズ」とロシアの超国家主義派「レイブンズ・ロック」のメンバー数人が共謀してアメリカへのドローンを使った毒ガステロを計画していることを知り、ノマドに両者を止めるよう命じる。
ピョートル・ブカロフ
日本語版声優 - 野澤英義
コールサインはバジリスク。「レイブンズ・ロック」のリーダー。ボダーク隊員であり、海軍スペツナズ時代に対テロ任務に従事した一方自身もテロ戦略の立案に精通している。「フューチャーソルジャー」での戦いでボダーク指揮官だった父親がゴーストに殺害されており、復讐のためにストーンと手を組んだ。
その他
※(R)の表記がある者はレイヴンズ・ロック、(W)の表記がある者はウルヴズのメンバーである。
マンティコア(R)：スティーブン・ベルヴィッチ - ボダーク隊員。航空力学やドローン開発のスペシャリスト。
オラクル(R)：アイヴァン・イヴァノフ(偽名) - ボダーク隊員。国境セキュリティ突破など諜報活動を得意とする。
サイクロプス(R)：ボリス・ゴボレツキ - ボダーク隊員。山岳地帯での任務からステルス技術に習熟する。
ハーピー(W)：クラロ・ジェンタイル - 元海兵隊の戦闘工兵でドローン運用戦術の専門家。フライキャッチャーの副官。
メデューサ(R)：アルチョム・ズブコフ - 元スペツナズ。毒ガスなど化学兵器の研究者。
スフィンクス(W)：アントニー・バークレーJr - 元ゴースト隊員でヒットマン。ストーンのRETチームに所属。
グリフィン(R)：アレクセイ・リシツィン - 元FSBの現場担当官。密輸などの国際犯罪ネットワークを有する。
クラーケン(R)：ミロスラフ・セメネビッチ - 元ロシア海軍の潜水艦艦長。

### イベント
ラザ・アルドウィン
「ターミネーターのミッション」の登場人物で未来からの漂着者。T-800が未来からアウロアに現れたことから、ノマドに専用の武器を渡し戦うように頼む。
LESION（リージョン）
声 - ヤスヒロ
「アンバースカイ作戦」の登場人物。レインボー部隊の一員で香港出身。化学兵器の専門家で、センティネルによる化学兵器「アンバールイン」の密売を阻止しようとする。
ASH、THATCHER、FINKA
「アンバースカイ作戦」の登場人物。同じくレインボー部隊の隊員であり、「アンバールイン」対密売作戦をサポートする。
カレン・ボウマン
声 - 林真里花
「マザーランド作戦」の登場人物。CIAの工作員で、「キングスレイヤー作戦」の後ボリビアの混乱鎮圧にあたっていた。「グリーンストーン作戦」の後、アウロアのドローン利権をめぐり各国が緊張する中で、ボダークの残党が結集しセンティネルやウルヴズを統率していることが判明。ノマドらゴーストを招集し、ハルヒらアウトキャストを支援する。
カーチャ・マクシモワ
「マザーランド作戦」の登場人物。ロシアのオルガルヒで武器や違法品の取引を担っていたが亡き父のスパイ容疑により失脚、残る財産を基にボダークをレイブンズロックから預かり、アウロアを拠点にロシア政府への復讐を企てている。
ボダーク
「マザーランド作戦」に登場する敵勢力。「フューチャーソルジャー」での戦いの後、レイブンズロックに与したためテロ組織に指定されるが、今なおロシア政府との繋がりが疑われている(実際はマクシモワの印象工作によるもの)。司令官であるカーチャ・マクシモワを頂点に、弾道ミサイルの専門家フョードル・アルシーノフ、ハッカーのコスタス・チェルトコフ、プロパガンダ担当のヴァッシーリ・クロポトキンが指揮を執っている。
「マザーランド作戦」でのボダーク隊員は、通常の歩兵であるトルーパーの他に、アーマーを着用する突撃兵のオプレッサーと砲撃兵のドレッドノート、狙撃手兼通信兵のタクティシャン、ステルス迷彩を着用するシーカーといった兵種が存在する。

## クラス
各クラスには、固有の能力(スキル)が用意されており、任意の行動によってゲージを最大まで蓄積することで発動することができる。また、特有のガジェットが用意されている他、特化した武器や行動にボーナスが追加される。
　 クラスは、ビバークで休息中に切り替えが可能
アサルト
ダメージを回復・軽減させながら突撃を行い、最前線を制圧する。アサルトライフルとショットガンに特化している。固有ガジェットは、一定範囲に暫く滞留するガスグレネード。
パンサー
ドローンから一時的に姿を隠しながら隠密行動を行う。サブマシンガンとハンドガンに特化しており、この二種のみ消音器を装着しても威力が軽減しなくなる。固有ガジェットは、一定時間ドローンのセンサー感知から逃れることができるクローキングスプレー。
シャープシューター
範囲内の敵を探知・マークして、狙撃で相手を仕留める。マークスマンライフルとスナイパーライフルに特化している。固有ガジェットは、弾速やダメージを強化する強装弾(1マガジン分)。
フィールドメディック
味方を回復・蘇生できるドローンを使い、味方を援護する。特化した銃器は無いが、ダウンした他プレイヤーやAIメンバーを素早く蘇生したり倍の早さで担ぎ、自身のライフが0になった際自己蘇生が出来る(AIメンバーをオンにしていた場合連続でなければAIメンバーが自動で蘇生に来てくれる)　固有ガジェットは、負傷状態を含めた回復＋一定時間体力最大値を増加させる医療パック。
エンジニア
防御ドローンを使い周囲の敵を攻撃したり、味方に予備の弾倉を供給したりする。特化した銃器は無いがランクアップする事で対ドローン性能を向上させ、最終的に強力なMGLを取得する事が出来る。固有ガジェットで、強化弾薬の補給能力を持った小型ドローンを配置可能。
エシュロン
ソナーを使い、敵を壁越しに視認およびマークできる。固有ガジェットとして、隠密時に射出した範囲内にいる敵兵をスタンさせドローンや無人機を数秒間ショートさせる特殊銃を所持でき、ハンドガンとステルスに特化している。また、敵に視認されている際ハンドガンを所持してその敵にエイムすると自動的に照準が合う特性を持つ。
パスファインダー
アルマロス・インターフェイスによって敵のアズラエル・ドローンをハッキングして敵をスキャンしたり陽動、フラッシュ、爆撃といった攻撃を行える。また、ドローンによってスキルゲージを溜めるアップリンク・プロトコルや隠し武器を発見することもできる。固有ガジェットとしてアップリンク・プロトコルを使用してのみ、スキルゲージを蓄積することができる。